# Norfolk
|  | Aquest article tracta sobre el comtat anglès. Vegeu-ne altres significats a «Norfolk (desambiguació)». |

Norfolk és un comtat d'Anglaterra a la regió d'East Anglia al sud-est del país. Fa frontera amb Lincolnshire al nord-oest, Cambridgeshire a l'oest i sud-oest i amb Suffolk al sud; a l'est limita amb la mar del Nord. La seva capital és Norwich. Aquest comtat és del tipus comtat cerimonial, cosa que vol dir que la seva àrea coincideix aproximadament amb el comtat homònim que es va crear en època feudal. L'extensió del comtat és de 5.370 km² i és un territori ric en parcs naturals, encara que no estiguin denominats oficialment com a reserves. La població està repartida més en zones rurals que urbanes. Les ciutats més poblades són: Norwich, King's Lynn i Thetford.

## Geografia

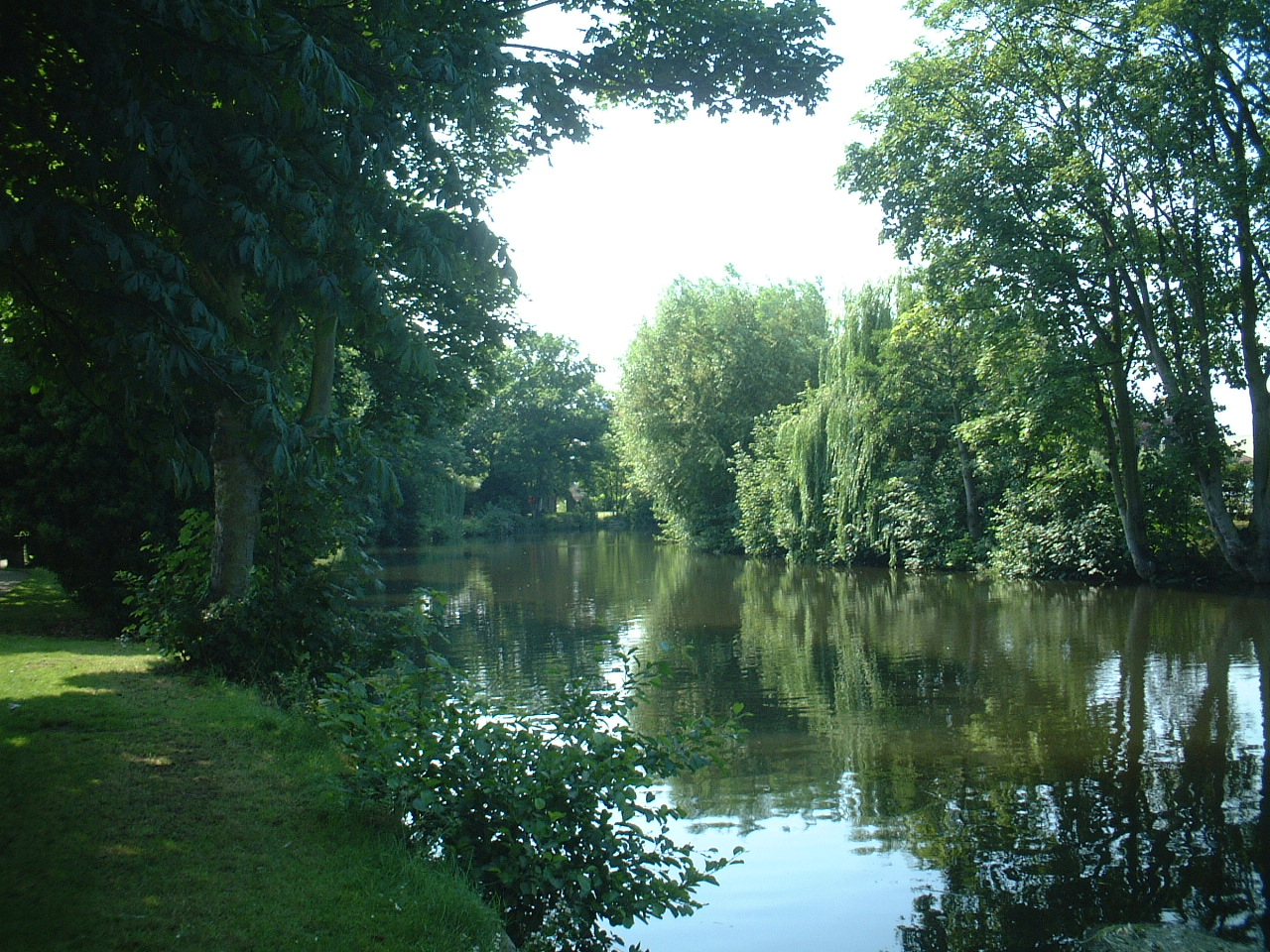
Riu Wensum

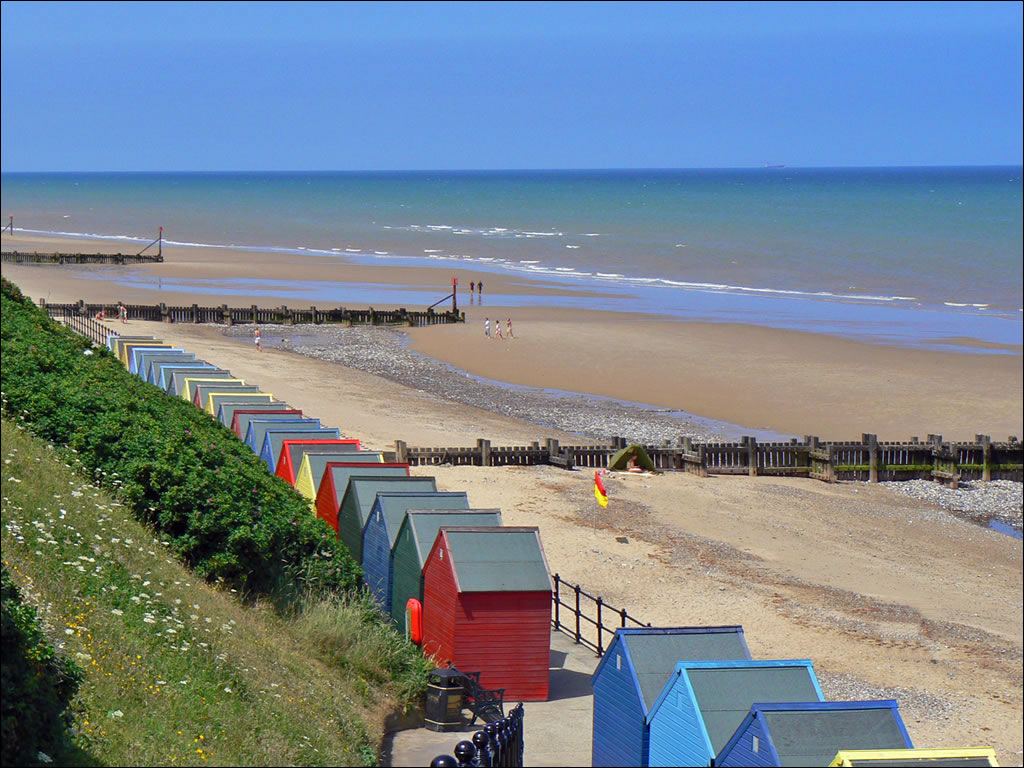
Platja de Mundesley, a la costa de Norfolk

A l'est del comtat hi ha una xarxa de rius i llacs que, per natural, es desborden, aquest lloc s'anomena The Broads. El terreny és tan tou que els rius no troben un curs clarament definit i es van eixamplant així com s'apropen a la desembocadura; d'aquesta característica ve el nom, ja que en anglès broad significa «ample».
En la resta de Norfolk el paisatge està format per terres planes i penya-segats fàcilment erosionables, fets de creta i fang, materials vulnerables a l'acció del mar. L'esdeveniment més recent que ha afectat aquesta costa va ser el temporal del 1953. La secció baixa del litoral entre Kelling i Lowestoft Ness (a Suffolk) està gestionada pel departament de mediambient, el qual té competència en protegir l'àrea dels Broads. El 2006 es va publicar un pla d'actuació sobre el litoral de Norfolk, però encara està pendent d'aprovació. Aquest pla estableix que aquest tram ha de ser protegit durant els 50 anys següents, però que en la franja de les terres del sud-est que es van elevar en l'època post glacial, hi ha una urgent necessitat d'ampliar els estudis abans de prendre decisions, entre les que podria estar la possibilitat de canviar de posició les construccions de defensa per la marea en un lloc més adient. L'organisme Natural England ha col·laborat en la investigació sobre l'impacte en l'entorn que tindrien algunes posicions alternatives. L'informe d'aquesta investigació va ser lliurat als mitjans informatius i aquests van crear una gran ansietat en donar a conèixer la proposta d'abandonar a l'efecte del mar una gran secció dels Broads de Norfolk, incloses poblacions i terres de conreu a canvi de centrar els esforços en salvar la resta del litoral que s'anirà perdent com a conseqüència del canvi climàtic.

## Història

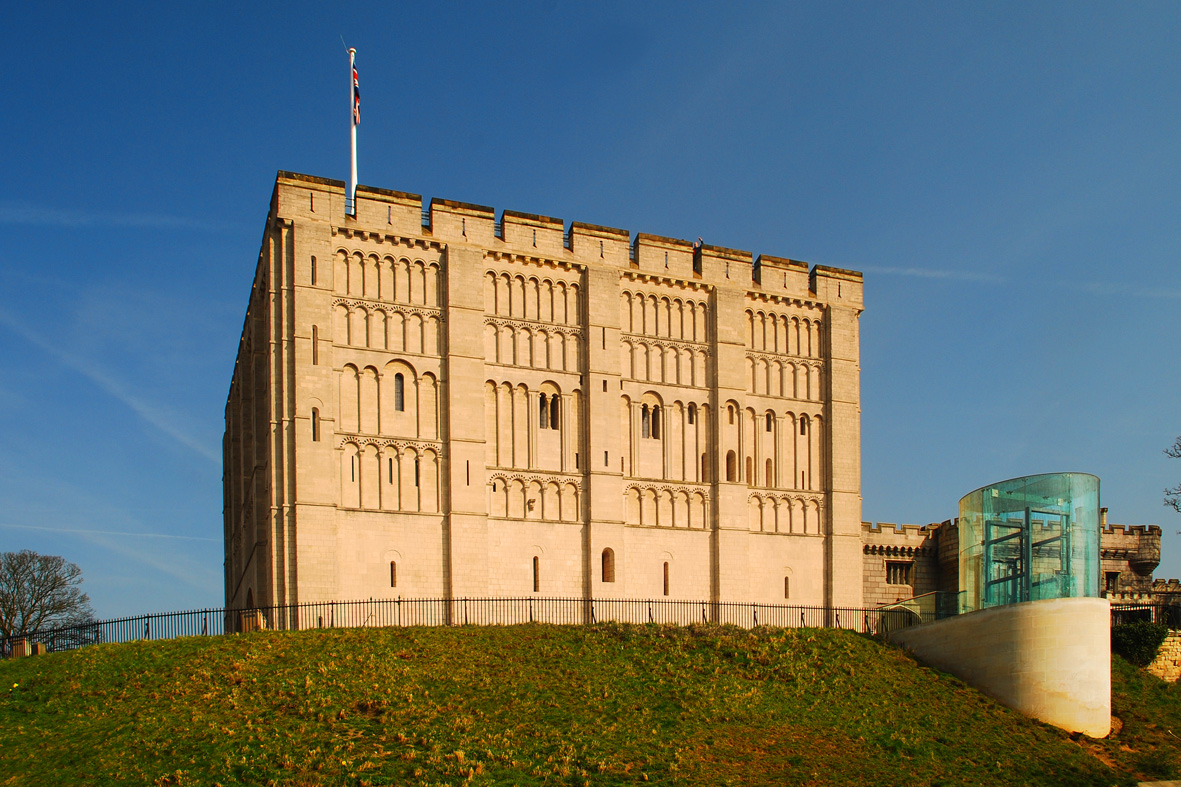
Castell de Norwich restaurat.

Sembla que el comtat es va crear al segle v, com una subdivisió de govern del regne d'Ànglia de l'Est. Quan els angles van colonitzar aquestes terres van subdividir el territori en "north folk" («la gent del nord») i "south folk", («la gent del sud»), expressions que posteriorment van donar lloc a Norfolk i Suffolk.
En aquest comtat són característiques les poblacions amb els sufixos d'origen celtoangle: -ham (llogarets situats a la vora de rius), en menor quantitat es troben els sufixos -ton, -wick i -stead. De l'època de l'ocupació vikinga també hi ha testimonis en la toponímia com: Scratby, Hemsby i Filby.
El comtat va estar organitzat en 34 hundreds:
- Blofield
- Brothercross
- Clackclose
- Clavering
- Depwade
- Diss
- Earsham
- East Flegg
- Eynesford
- Forehoe
- Freebridge-Lynn
- Freebridge-Marshland
- Gallow
- Grimshoe
- Guiltcross
- Happing
- Henstead
- Holt
- Humbleyard
- Launditch
- Loddon
- Mitford
- North Erpingham
- North Greenhoe
- Shropham
- Smithdon
- South Erpingham
- South Greenhoe
- Taverham
- Tunstead
- Walsham
- Wayland
- West Flegg

El títol de comte de Norfolk (earl of Norfolk) es va crear el 1070 concedir a Ralph the Staller pel rei Eduard el Confessor, dos generacions després va passar a una altra família, els Bigod, que la van tenir durant quatre generacions. El 1312 va passar a Thomas de Brotherton i després va passar a Margarida, i en endavant els administradors del comtat portarien el títol de ducs. Els normands van establir la capital del comtat a Norwich, des d'on s'exercia el govern i la justícia. La defensa del territori es feia des d'una xarxa de castells repartits per tot el comtat. L'any 1096, Herbert de Losinga, bisbe de Thetford, també va traslladar a Norwich la seu bisbal.

## Economia

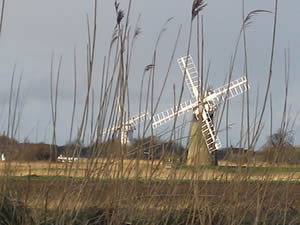
Secció dels Broads de Norfolk que va ser dessecada per a ús agrícola.

L'any 1998 Norfolk va tenir un gran producte interior brut, 9.319 milions de lliures, xifra que representa l'1,5% de l'economia d'Anglaterra i l'1.25% de tot el Regne Unit. La renda per capita era de 11.825 lliures, mentre que a la regió de'East Anglia era de 13.635 lliures, la d'Anglaterra 12.845 lliures i 12.438 la de tot l'estat. En el període 1999–2000 el comtat va tenir una taxa d'atur del 5,6%, mentre que a Anglaterra va ser del 5,8% i al Regne Unit del 6%.
Els sectors econòmics més importants són: el turisme, l'energia (petroli gas natural i renovables), indústria d'enginyeria avançada, producció d'aliments i agricultura.
Gran part de la plana fèrtil, situada per davall del nivell del mar i inundada pels rius, va ser dessecada per al seu aprofitament com a terres de conreu. Els principals productes agrícoles són: la remolatxa sucrera, el blat, l'ordi (per elaborar cervesa) i la colza. Un altre producte molt valorat és el safrà. Un 20% dels llocs de treball del comtat estan relacionats amb la pagesia i la indústria alimentària.

## Poblacions

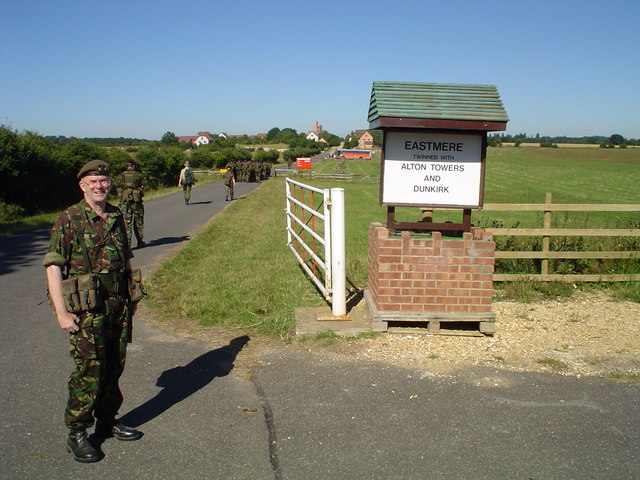
Stanford Training Area

L'única entitat de població que té l'estatus de ciutat (city), concedit per les autoritats, és Norwich, que ja era un assentament molt poblat en l'època normanda. En aquesta ciutat està la seu de la Universitat d'East Anglia, i és el major centre de negocis i d'activitat cultural. Altre poblacions importants són: King's Lynn, famosa pel seu port a la costa, i Great Yarmouth, a prop dels Broads.
Segons el cens del 2011 les poblacions més nombroses són: Norwich (213.166 hab), Great Yarmouth (63.434), King's Lynn (46.093), Thetford (24.883), Dereham (20.651), Wymondham (13.587), North Walsham (12.463), Attleborough (10.549), Downham Market (9.994), Diss (9.829), Fakenham (8.285), Cromer (7.749), Sheringham (7.367) i Swaffham (7.258). Hi ha alguns pobles grans amb tradició històrica de mercat: Aylsham (6.016), Harleston (4.458) i Holt (3.810).
La major part del comtat és d'ambient rural. Es creu que a Norfolk hi ha uns 200 assentaments humans que es van abandonar parcialment o totalment durant l'edat mitjana, alguns a causa de l'erosió costanera, altres per ser ocupats per terres de conreu i altres per la creació el 1940 de l'àrea d'entrenament i pràctiques de l'exèrcit anomenada Stanford Training Area.

## Dialecte
El dialecte d'aquest comtat s'anomena "Broad Norfolk", tanmateix en l'era moderna gran part del vocabulari i les frases que el caracteritzaven s'han perdut, a causa de la influència de la ràdio televisió i l'arribada de gent d'altres contrades. Per tant, actualment és més un accent que un dialecte.
A la gent de Norfolk se'ls anomena de vegades els Dumplings, en referència a les tallarines que formen part de la dieta tradicional del comtat, ja que dumpling és el nom que es dona a una massa bullida de pasta.
Una expressió encara més xocant és quan és diu "típic de Norfolk", una expressió emprada en medicina a les malalties que poden tenir a veure amb problemes de circulació sanguínia o amb la manca de reg, cosa que està relaciona amb la manca de força que caracteritza els rius de Norfolk per arribar a la desembocadura i que acaben fent un retrocés o inundació.

## Llocs d'interès

### Parcs i diversió

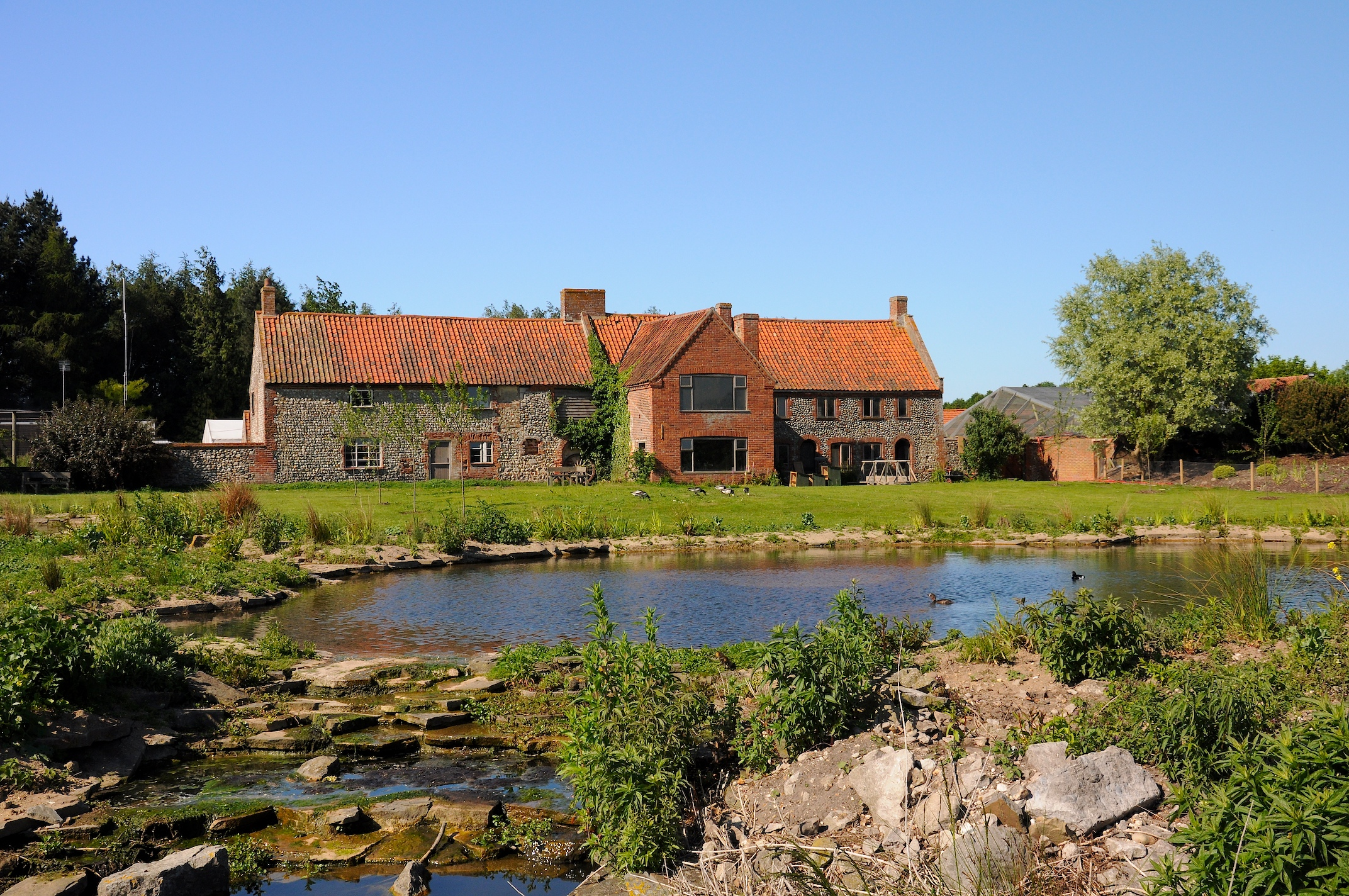
Reserva natural de Pensthorpe

- Thrigby Hall, a prop de Great Yarmouth, construït el 1736 amb un zoològic amb animals exòtics.
- Holkham Hall, parc d'atraccions del segle xviii, que inclou un parc de 3.000 hectàrees amb cérvols i demostracions del treball agrícola.
- Pettitts Animal Adventure Park, situat a Reedham, que barreja animals en estat salvatge i altres estrenats per a fer espectacles.
- Great Yarmouth Pleasure Beach, una ruta per la natura amb algunes zones de jocs amb aigua i golf.
- BeWILDerwood, parc d'aventures situat als Broads.
- Britannia Pier a la costa de Great Yarmouth, una escullera amb fira d'atraccions.
- Banham Zoo, que ocupa 14 hectàrees, i allotja gairebé mil animals.
- Amazona Zoo, 4 hectàrees de terra salvatge on hi ha forns de maons abandonades, on es poden veure animals procedents de Sud-amèrica: jaguars, llúdrigues, simis i flamencs.
- Amazonia, amb 70 espècies diferents de rèptils.
- Reserva Natural de Pensthorpe, a prop de la població de Fakenham, on hi ha força ocells, alguns autòctons i altres migratoris que hi fan estada.
- Extreeme Adventure, un circuit per divertir-se penjant de cordes lligades als arbres, part del bosc de Weasenham.
- The Sea Life Centre, a Great Yarmouth, un enorme aquari.
- The Sea Life Sanctuary, situat a Hunstanton, un centre d'acollida i rehabilitació d'animals marins.

### Teatres
- Pavilion Theatre, situat a l'espigó de Cromer.
- The Britannia Pier Theatre, a Great Yarmouth.)
- Theatre Royal, a Norwich, que té uns 250 anys d'antiguitat.
- Norwich Playhouse, amb menor capacitat que l'anterior, 300 espectadors.
- Maddermarket Theatre, també a Norwich, inaugurat el 1921, recreació d'un teatre elisabetià.
- The Norwich Puppet Theatre, especial per a titelles.
- The Sewell Barn Theatre, també a Norwich, amb capacitat per a 100 espectadors.
- The Norwich Arts Centre (Norwich) inaugurat el 1977.
- The Princess Theatre, a Hunstanton.
- Sheringham Little Theatre, a Sheringham, amb capacitat per a 180.
- The Gorleston Pavilion, a Gorleston, d'estil eduardià i capacitat per a 300.